# Павлов, Борис Григорьевич
Борис Григорьевич Павлов — советский хозяйственный, государственный и политический деятель, фрезеровщик Южно-Уральского машиностроительного завода Министерства тяжёлого, транспортного и энергетического машиностроения СССР, гор. Орск Оренбургской области. Герой Социалистического Труда.

## Биография
Родился 24 декабря 1927 года в Орске. Член КПСС.
С 1941 года — на хозяйственной, общественной и политической работе. В 1941—1987 гг. — рабочий на Орской биофабрике, шофёр автобазы, призван в армию, участник советско-японской войны, фрезеровщик Южно-Уральского машиностроительного завода Министерства тяжёлого, транспортного и энергетического машиностроения СССР, начальник отдела на орском заводе тракторных прицепов.
Указом Президиума Верховного Совета СССР от 9 июля 1966 года присвоено звание Героя Социалистического Труда с вручением ордена Ленина и золотой медали «Серп и Молот».
Избирался депутатом Верховного Совета РСФСР 7-го созыва.
Умер в Орске 20 декабря 2001 года.